# A winter's tale (David Essex)
A winter's tale is een lied dat werd geschreven door Tim Rice en Mike Batt. Het werd in 1982 op een single gezet door David Essex die er een nummer 2-hit mee had in het Verenigd Koninkrijk; in Ierland belandde het op plaats 3. Op het Europese vasteland bereikte het de hitlijsten niet.
Van het nummer verschenen meerdere covers, waaronder van Elaine Paige (1986), Piet Veerman (1986), The Moody Blues (2003). Ook verschenen er twee versies in het Deens en bracht Batt het in 2007 zelf nog eens uit.
In het lied verhaalt de zanger dat de nachten kouder worden nu het winter is. Hij vraagt zich af of zijn ex-geliefde de bel in de verte ook hoort en wat zijn nu doet. Het valt hem moeilijk om alleen te zijn.